# Sparland
Sparland – wieś w Stanach Zjednoczonych, w stanie Illinois, w hrabstwie Marshall.